# 575 Renate
575 Renate
575 Renate là một tiểu hành tinh ở vành đai chính, thuộc nhóm tiểu hành tinh Maria. Nó được Max Wolf phát hiện ngày 19/09/1905 ở Heidelberg và được đặt tên là Renate, có lẽ do gợi ý từ 2 chữ RE trong tên tạm thời của nó